# Donald M. Ashton
Donald M. Ashton, né le 26 juin 1919 à Edmonton et mort le 25 août 2004 dans le Somerset, est un directeur artistique et chef décorateur britannique.

## Filmographie

### Comme directeur artistique
- 1950 : Murder Without Crime
- 1950 : Portrait of Clare
- 1951 : Talk of a Million
- 1953 : Au sud d'Alger
- 1953 : Appointment in London (Sa dernière mission)
- 1954 : They Who Dare
- 1955 : Vivre un grand amour
- 1956 : Wicked as They Come
- 1957 : Le Pont de la rivière Kwaï
- 1957 : Cinq secondes à vivre
- 1958 : Indiscret
- 1959 : J'ai épousé un Français
- 1960 : Les Dents du diable

### Comme chef décorateur
- 1953 : Tournez la clef doucement
- 1954 : Meurtre sur la Riviera (Beautiful stangers)
- 1960 : Man in the Moon
- 1961 : Mr. Topaze
- 1962 : Billy Budd
- 1965 : Doubles masques et agents doubles
- 1965 : Bunny Lake a disparu
- 1966 : The Legend of Young Dick Turpin
- 1967 : La Comtesse de Hong-Kong
- 1967 : The Bobo
- 1968 : Jeux pervers
- 1969 : Ah Dieu ! que la guerre est jolie
- 1970 : Tam Lin (The Ballad Of Tam Lin)
- 1972 : Les Griffes du lion